# 人口中心
人口中心（英語：center of population）是人口学中的一个概念，指一个地区内人口分布“中心点”所在的位置。对于“中心点”可以有不同的定义，常见的包括均值中心（此时的人口中心又称为人口重心）、中值中心、几何中值中心等。不同定义下所得到的人口中心位置并不相同。
美国人口调查局从1790年开始计算美国的人口重心。1790年时的全美人口重心位于离首都华盛顿不远的马里兰州肯特县，此后不断西移，1930年代又向西南偏移，2010年时的人口重心位于密苏里州的得克萨斯县。
中国的人口重心则地处河南、湖北两省边界附近，自2000年以来一直位于信阳市境内。